# 楊戩 (神話人物)

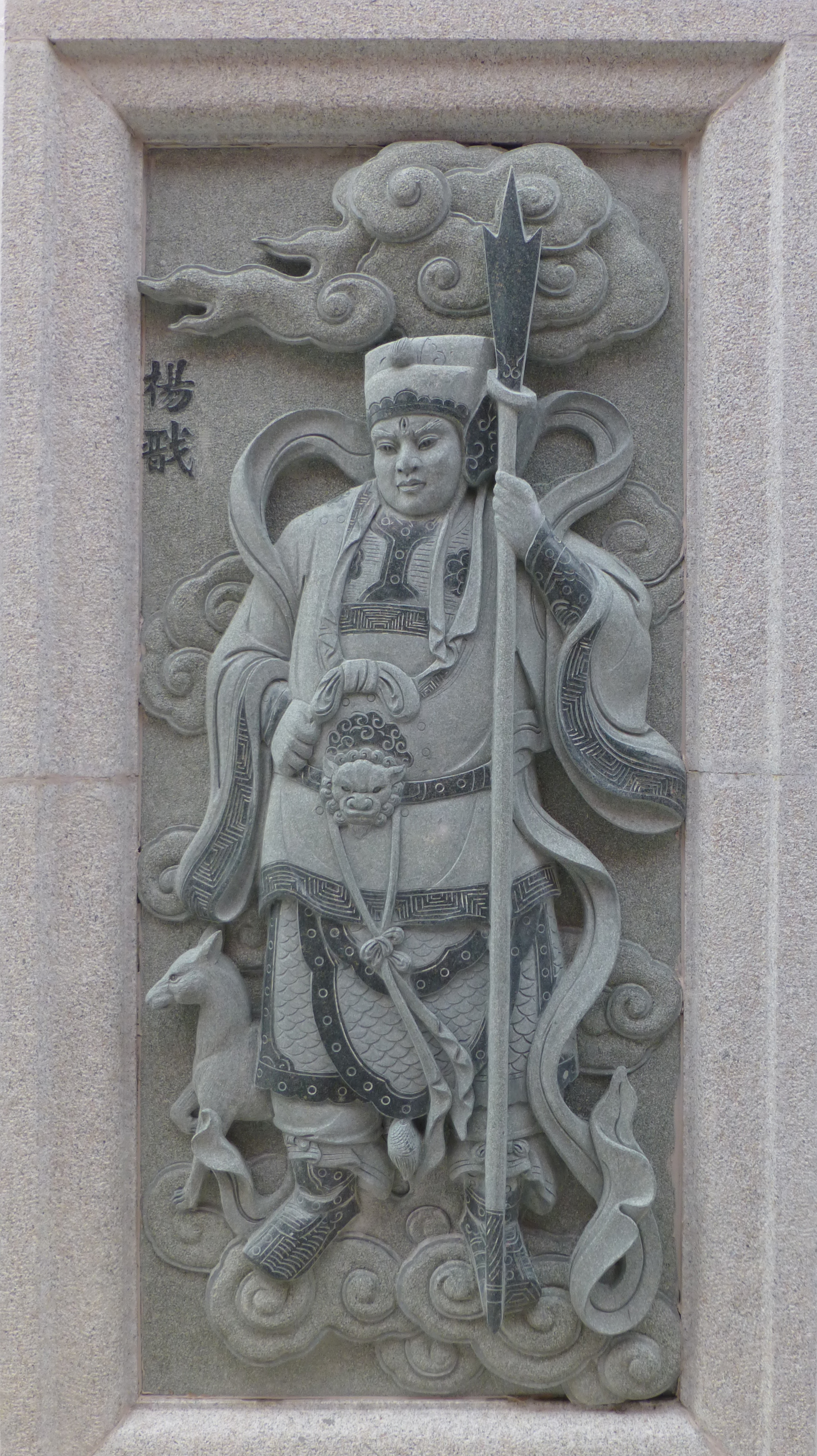
楊戩的浮雕像（马来西亚霹雳州平仙寺）

楊戬，又稱二郎神，此二字名首見於《封神演義》，是手持三尖兩刃刀的武神，身邊有神狗嘯天犬跟隨。

## 宗教文獻
现存有宗教典籍《二郎宝卷》與《祈祥品经》记载了二郎神劈桃山救出母亲的神话。此段故事亦被《西游记》、《唐三藏西游厄释传》以及民间清刻本《新出二郎劈山救母全段》等文學作品所提及。
杨戬的母亲是玉皇大帝的妹妹张云台，云台思凡嫁给了凡间一姓杨的男子，并生下独生子杨戬，玉帝因为妹妹嫁给凡人，龙颜震怒，将其压在桃山底下。后来杨戬“斧劈桃山”，这才救出母亲。

### 著名廟宇
台灣
- 台南市佳里區番仔寮應元宮
- 臺南市安南區海尾玉旨應元宮神君殿。
- 苗栗縣後龍鎮迴天宮。

## 文學形象
小說《西遊記》裡的二郎真君未提及名字，僅提到姓楊，是守護灌江的神靈，亦是玉皇大帝的外甥。根據小說中孫悟空所言：二郎神的母親是玉皇大帝的妹妹，因為思凡下界，與一名楊姓男子產下了他，並曾以斧頭劈桃山。書中由於孫悟空大鬧蟠桃會，無人能敵，於是玉帝在第六回中聽菩薩建言，派出了二郎真君應戰，並成功捕捉了孫悟空。
於《封神演義》中，楊戩是玉泉山金霞洞玉鼎真人的徒弟，以肉身成聖，封「清源妙道真君」，並未提及二郎神。為姜子牙的師姪與旗下要將之一，輔佐武王克殷。楊戩法力高強、道行高深，且冷靜機靈、足智多謀、見識多廣，因此總是能夠在周軍有難的時候，想到辦法化險為夷。楊戩拥有坚不可摧的金刚不坏身，即便遭到紫金花狐貂也毫髮無傷。

## 影視作品

### 電視劇
| 年份    | 劇名                       | 演員                   | 製作單位                       | 備註                       |
| ------- | -------------------------- | ---------------------- | ------------------------------ | -------------------------- |
| 1981年  | 《封神榜》                 | 黃允財                 | 香港電視廣播有限公司           | 歡樂今宵內播放             |
| 1986年  | 《封神榜》                 | 趙學煌                 | 中國電視公司                   | 台灣華視版周丹薇主演電視劇 |
| 1986年  | 《西遊記》                 | 林志謙                 | 中國中央電視台                 |                            |
| 1990年  | 《封神榜》                 | 李建華                 | 上海電視劇製作中心             |                            |
| 1993年  | 《三言二拍》               | 高亮                   |                                |                            |
| 1996年  | 《西遊記》                 | 馬德鐘                 | 香港電視廣播有限公司           |                            |
| 1998年  | 《西遊記（貳）》           | 馬德鐘                 | 香港電視廣播有限公司           |                            |
| 1999年  | 《莲花童子哪吒》           | 成建輝                 | 新传媒 (新加坡)                |                            |
| 2000年  | 《封神榜》                 | 馬幼興                 | 中國電視公司（中視）           |                            |
| 2001年  | 《封神榜》                 | 錢嘉樂、陳景昆（童年） | 香港電視廣播有限公司           |                            |
| 2001年  | 《皆大欢喜》               | 洪天明                 | 香港電視廣播有限公司           |                            |
| 2002年  | 《齊天大聖孫悟空》         | 呂頌賢                 | 香港電視廣播有限公司、八大卫视 |                            |
| 2005年  | 《 寶蓮燈 》               | 焦恩俊                 | 中國中央電視台                 | 第二男主角                 |
| 2006年  | 《封神榜》                 | 韓棟                   | 浙江永樂影視製作有限公司       | 主角                       |
| 2009年  | 《封神榜Ⅱ》                | 韓棟                   | 浙江永樂影視製作有限公司       | 主角                       |
| 2009 年 | 《寶蓮燈前傳》             | 焦恩俊                 | 中國中央電視台                 | 第一男主角                 |
| 2010年  | 《遠古的傳說》             | 段秋旭                 |                                |                            |
| 2010年  | 《西遊記》                 | 印小天                 | 浙江永樂影視製作有限公司       |                            |
| 2011年  | 《西遊記》                 | 馮紹峰                 | 由慈文影視出品，张纪中制片     |                            |
| 2011年  | 《終極封神》               | 孫若飛                 |                                |                            |
| 2014年  | 《封神英雄榜》             | 李進榮                 | 山東衛視                       |                            |
| 2015年  | 《封神英雄》               | 李進榮                 | 安徽衛視                       |                            |
| 2015年  | 《石敢當之雄峙天東》       | 錢雁秋                 | 山東衛視                       |                            |
| 2018年  | 《玄門大師》               | 韓棟                   | 线上流媒体平台                 | 韓棟第三次饰演杨戬角色     |
| 2019年  | 《天真派西遊記》（第一季） | 董祚杭                 |                                |                            |
| 禁播    | 《封神演義》               | 羅晉                   |                                |                            |
| 禁播    | 《夢回朝歌》               | 許凱                   |                                |                            |
| 禁播    | 《哪吒與楊戩》             | 高雲翔                 |                                |                            |
| 禁播    | 《封神之天啟》             | 傅方俊                 |                                |                            |

### 電影
| 年份   | 劇名                     | 演員     | 製作單位 | 備註     |
| ------ | ------------------------ | -------- | -------- | -------- |
| 1927年 | 《梅山收七怪》           | 陳秋風   |          |          |
| 1963年 | 《二郎神楊戩》           | 任劍輝   |          |          |
| 1969年 | 《大破誅仙陣》           | 秦沛     |          |          |
| 1970年 | 《二郎神楊戩》           | 唐威     |          |          |
| 1999年 | 《宝莲灯 (动画电影)》    | 姜文     |          | 配音     |
| 2000年 | 《聊齋·席方平》          | 張山     |          |          |
| 2014年 | 《 西遊記之大鬧天宮》    | 何潤東   |          |          |
| 2016年 | 《封神傳奇》             | 黃曉明   |          |          |
| 2017年 | 《大鬧天竺》             | 劉昊然   |          | 友情客串 |
| 2017年 | 《悟空傳》               | 余文樂   |          |          |
| 2020年 | 《真假美猴王之大聖無雙》 | 白那日蘇 |          | 網路電影 |
| 2020年 | 《大天蓬》               | 連凱     |          | 網路電影 |
| 2021年 | 《封神之九曲黃河陣》     | 李東學   |          | 網路電影 |
| 2022年 | 《新神榜：杨戬》         | 王凯     |          | 配音     |
| 2022年 | 《封神楊戩》             | 王燕陽   |          | 網路電影 |
| 2023年 | 《新封神之二郎神》       | 張睿     |          | 網路電影 |
| 2023年 | 《封神第一部：朝歌风云》 | 此沙     |          |          |
| 2025年 | 《封神第二部：戰火西岐》 | 此沙     |          |          |
| 待上映 | 《封神第三部》           | 此沙     |          |          |